# Konstantin Alexejewitsch Besmaternych

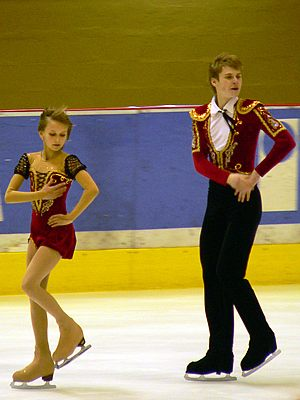
Xenija Krassilnikowa & Konstantin Besmaternych, 2005

Konstantin Alexejewitsch Besmaternych (russisch Константин Алексеевич Безматерных; * 22. März 1988 in Perm) ist ein ehemaliger russischer Eiskunstläufer, der im Paarlauf startete. Nach seiner aktiven Karriere arbeitete er als Trainer.
Im Jahr 1992 begann Besmaternych mit dem Eiskunstlaufen, seit 2002 startet er mit Xenija Krassilnikowa. Das Paar Krassilnikowa/Besmaternich trainierte bei Walentina Tjukowa und Waleri Tjukow und startete für Orlenok Perm. Das Paar wurde 2008 Juniorenweltmeister.

## Erfolge
| Wettbewerb/Wintersaison            | 04-05 | 05-06 | 06-07 | 07-08 | 08-09 |
| ---------------------------------- | ----- | ----- | ----- | ----- | ----- |
| Olympische Winterspiele            | –     | –     | –     | –     | –     |
| Weltmeisterschaften                | –     | –     | –     | –     |       |
| Europameisterschaften              | –     | –     | –     | –     |       |
| Juniorenweltmeisterschaften        | –     | 3.    | 3.    | 1.    |       |
| Russische Meisterschaften          | 8.    | 9.    | –     | 5.    | 4.    |
| Russische Junioren-Meisterschaften | –     | –     | 1.    | 1.    |       |
| Cup of Russia                      | –     | –     | –     | 5.    | –     |